# Pšánky
Pšánky (en allemand : Psanek) est une commune du district de Hradec Králové, dans la région de Hradec Králové, en République tchèque. Sa population s'élevait à 73 habitants en 2022.

## Géographie
Pšánky se trouve à 7 km au nord de Nechanice, à 18 km à l'ouest-nord-ouest de Hradec Králové et à 88 km à l'est-nord-est de Prague.
La commune est limitée par Bříšťany au nord, par Stračov à l'est, par Nechanice au sud, et par Petrovice et Petrovičky à l'ouest.

## Histoire
La première mention écrite de la localité date de 1393.

## Galerie

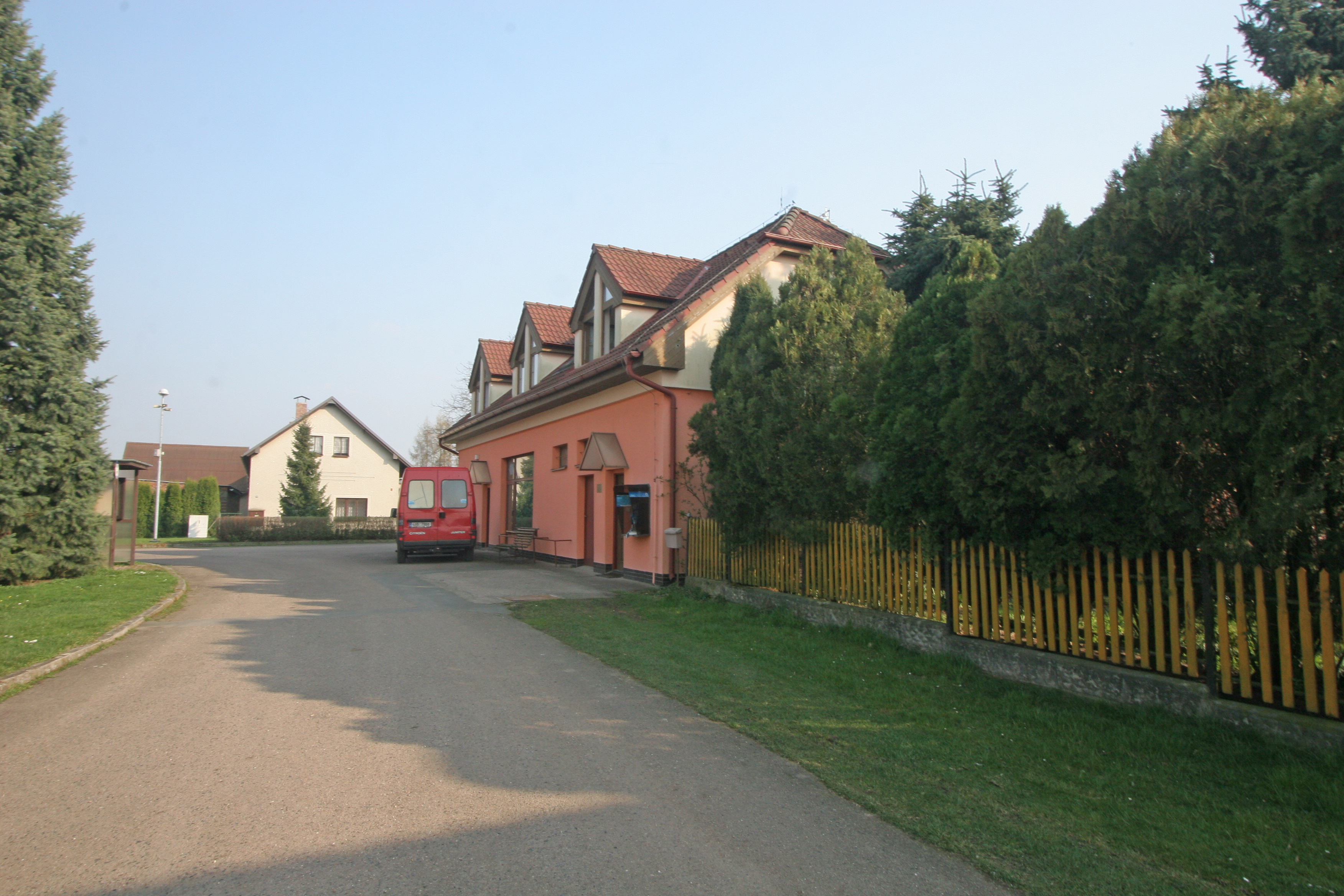
Pšánky : la mairie.
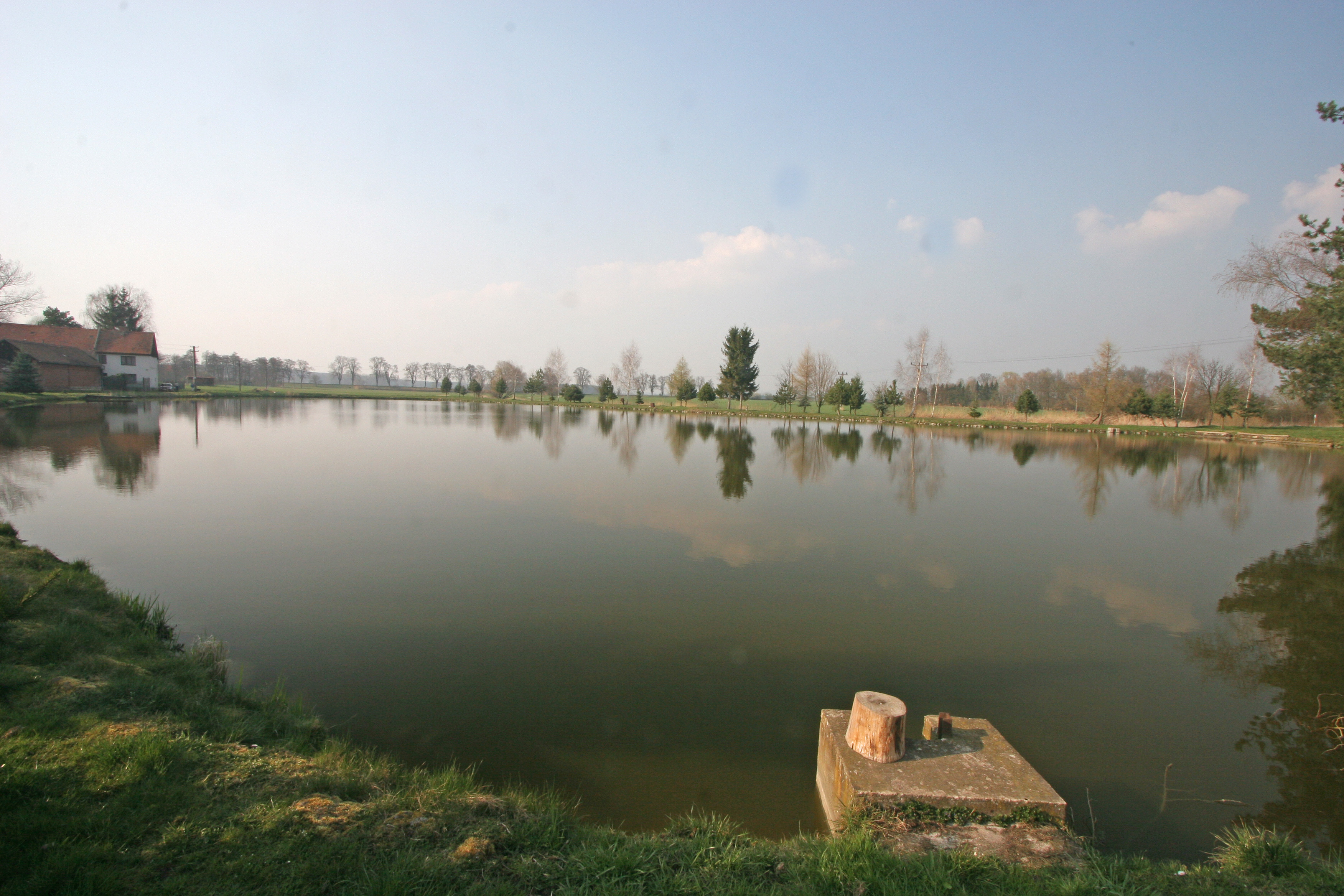
Étang à Pšánky.

## Transports
Par la route, Pšánky se trouve à 8,8 km de Hořice, à 23 km de Hradec Králové et à 109 km de Prague. 